# Die sieben Männer der Evelyn Hugo
Die sieben Männer der Evelyn Hugo (Originaltitel: The Seven Husbands of Evelyn Hugo) ist ein Unterhaltungsroman der US-amerikanischen Autorin Taylor Jenkins Reid aus dem Jahre 2017. Die deutsche Übersetzung erschien 2022 im Ullstein-Verlag.

## Inhalt
Die junge Journalistin Monique Grant wird unter dem Vorwand einer Wohltätigkeitsveranstaltung angeheuert, ein Interview mit der pensionierten Hollywoodikone Evelyn Hugo zu führen. Als sie in das Haus der Evelyn Hugo eingeladen wird, erfährt sie, dass Hugo nicht wirklich an einem solchen Interview interessiert ist, sondern will, dass Grant eine Biographie über sie schreibt, die eine völlig neue Perspektive über sie ermöglichen wird.

## Gliederung
Das Buch ist in sieben Teile, benannt nach den Namen der Ehemänner Evelyn Hugos, gegliedert; die Titel der Teile enthalten des Weiteren Adjektive, um Hugos Gedanken über die Person darzustellen.

## Hintergrund
Am 6. Dezember 2016 veröffentlichte Reid das Cover und einen Auszug des Buches in Entertainment Weekly.
Inspiration für die Figur der Evelyn Hugo gaben ihr die achtmalig verheiratete Elizabeth Taylor, Ava Gardner, die ihre Lebensgeschichte samt Enthüllungen ebenfalls durch eine Journalistin publizieren ließ, sowie Rita Hayworth, die einen ähnlichen Start wie Evelyn Hugo hatte und im Laufe ihrer Karriere viele Beziehungen führte. Andere Einflüsse waren u. a. Tab Hunter Confidential: The Making of a Movie Star, die Autobiographie von Tab Hunter, wegen seiner Beschreibung des Lebens als queerer Mann in Hollywood sowie Scandals of Classic Hollywood von Anne Helen Petersen.

## Adaption
Am 24. März 2022 wurde bekanntgegeben, dass Netflix an einer Filmadaption mit Liz Tigellar als Drehbuchautorin sowie Margaret Chernin als Executive Producer arbeite.

## Rezeption
Die sieben Männer der Evelyn Hugo erhielt vorwiegend positive Kritiken. Die kanadische Zeitung The Globe and Mail nannte das Buch eine „filmische Geschichte mit tiefen Wurzeln, schwindelerregenden Höhen und erschütternden Tiefen“. 2017 wurde es für den Goodreads Choice Award in der Kategorie Best Historical Fiction nominiert und war Finalist für den Jahrespreis von Book of the Month.